# 男装ホストクラブ
男装ホストクラブ（だんそうホストクラブ）は、男性のような装いをした女性が従業員（ホスト）となり、客の横に座り接客をする飲食店。
男装と言っても化粧なども施し、おなべやFTM(肉体は女性、性自認が男性)とは区別される場合が多い。
どちらの雰囲気も併せ持った中性的な魅力を持っているという部分が男装ホストへのニーズになっている場合が多い。

## 概要
メイド喫茶など、コスプレをした従業員が接客する文化が広まる中、男装をコンセプトにした飲食店も出現していたが、その中でも客の隣に座り、ホストクラブのように接客する形態の始まりは、2010年代初頭、大阪ミナミの歓楽街でドミナスグループの運営する「VICTORIAN QUEEN（ヴィクトリアンクイーン）」である。
なお、通常の男性がホストを務めるホストクラブにて、男装で接客をする女性などもいる。

## 外見
中性的な顔立ちの女性が男性ホストヘアアレンジや男性のような装いで接客をするという点ではどの男装ホストクラブでも概ね同じであるが、その服装がスーツであったり、私服のような感じであったり、それぞれの店のコンセプトや方針によって違ってくる。
昨今、男性ホストであっても中性的だったり、女性らしい容姿、外見をしていることも多く、男装ホストとの外見的差異は少なく感じられる場合も少なくない。

## 顧客層
主に女性が顧客である場合が多い。
セクシャルマイノリティや男装が好き、男装に憧れている場合、また通常のホストクラブが好きで男装ホストも一つのカテゴリとして遊びに来る場合、通常のホストクラブには抵抗を感じるが、男装した女性という部分に安心感を感じて訪れる女性などもいる。
まだまだ男装ホストクラブ自体が少なく、文化として浸透していないため、物珍しさから訪れるような客も少なくはない。
また、勿論男性が訪れる場合もあり、女性客と同じように娯楽を求めていたり、男装が好きであったり、理由はさまざまである。